# Playa Boca de Apiza
La Playa Boca de Apiza se encuentra en el municipio de Tecomán, en Colima, México. Esta playa está ubicada cerca del pequeño poblado de Boca de Apiza cerca de la desembocadura del Río Coahuayana. Su playa se forma por una franja de arena fina color gris que se extiende hacia el norte por varios kilómetros; es de pendiente suave y oleaje moderado, y es principalmente visitada por las personas que gustan de broncearse en la playa o para otras actividades comunes como nadar. Cuenta con servicio de lanchas para pasear por los alrededores visitando a los esteros cercanos tales como los de El Caimán y El Carrizal. En los restaurantes del lugar se pueden probar los moyos, que son grandes cangrejos de río típicos de la región.  
- Datos: Q5392401